# Саръяр
Саръяр (на гръцки: Θεραπειό) е село в регионална единица /бивша област/ Еврос, регион Източна Македония и Тракия, Западна Тракия, Гърция, община Орестиада , с 133 жители (2001).

## История
В XIX век Саръяр е българско село в Чирменската кааза на Одринския вилает на Османската империя. Според „Етнография на вилаетите Адрианопол, Монастир и Салоника“, издадена в Константинопол в 1878 година и отразяваща статистиката на населението от 1873 година, Саръ-Яр (Sari-Yar) има 46 домакинства и 215 българи.